# Laseron-Inseln
Die Laseron-Inseln sind eine Kette kleiner, vereister und felsiger Inseln vor der Georg-V.-Küste im Australischen Antarktis-Territorium. Sie liegen 5 km östlich des Kap Denison in der Commonwealth-Bucht.
Teilnehmer der Australasiatischen Antarktisexpedition (1911–1914) unter der Leitung des australischen Polarforschers Douglas Mawson entdeckten die Inseln. Mawson benannte sie nach Charles Francis Laseron (1887–1959), Tierpräparator bei dieser Forschungsreise.